# Werner Scheurmann
Werner Scheurmann (27 de setembro de 1909 - data desconhecida) foi um handebolista de campo suíço, medalhista olímpico.
Fez parte do elenco do bronze olímpico de handebol de campo nas Olimpíadas de Berlim de 1936.